# الرحبة (قارة)

تعديل مصدري - تعديل

الرحبة هي إحدى قرى عزلة قارة بمديرية قارة التابعة لمحافظة حجة، بلغ تعداد سكانها 355 نسمة حسب تعداد اليمن لعام 2004.